# Thelymitra villosa
Thelymitra villosa es una especie de orquídea perteneciente a la familia Orchidaceae que es endémica en Australia.

## Descripción
Es una orquídea de  mediano tamaño, que prefiere el clima fresco. Tiene hábito terrestre que tiene una sola hoja blanca peluda, oval que florece en la primavera en una inflorescencia erecta de 30 a 60 cm de largo, con 5 a 20 flores.

## Distribución y hábito
Se encuentra en el oeste de Australia a una altitud de 50 a 300 metros en sitios húmedos del invierno en los bosques y las tierras arboladas abiertas.  

## Taxonomía
Thelymitra villosa fue descrita por John Lindley y publicado en A Sketch of the Vegetation of the Swan River Colony. . . . 49, t. 8 C. 1840.
Etimología
Thelymitra: nombre genérico que deriva de las palabras griegas thely = (mujer) y mitra = (sombrero), refiriéndose a la forma de  la estructura del estaminodio o estambre estéril en la parte superior de la columna que es llamado mitra.
villosa: epíteto latino que significa "peluda".
Sinonimia
- Thelymitra pardalina F.Muell.[5]